# Karl Stotz
Karl Stotz (ur. 27 marca 1927 w Wiedniu, zm. 4 kwietnia 2017 w Seefeld in Tirol) – austriacki piłkarz grający na pozycji obrońcy. W swojej karierze rozegrał 42 mecze w reprezentacji Austrii i strzelił w nich 1 gola.

## Kariera klubowa
Swoją karierę piłkarską Stotz rozpoczął w 1948 roku w klubie FC Wien. Wcześniej był żołnierzem i w 1942 roku walczył w bitwie stalingradzkiej. W sezonie 1948/1949 zadebiutował w jego barwach w austriakiej Bundeslidze i od czasu debiutu był podstawowym zawodnikiem FC Wien. Grał w nim do końca sezonu 1950/1951.
Latem 1951 roku Stotz przeszedł do Austrii Wiedeń. W sezonach 1952/1953, 1960/1961, 1961/1962 i 1962/1963 wywalczył z nią cztery tytuły mistrza Austrii. Wraz z Austrią zdobył również trzy Puchary Austrii w latach 1960, 1962 i 1963. Po sezonie 1962/1963 zakończył karierę piłkarską.
| Sezon   | Klub           | Kraj    | Rozgrywki  | Mecze | Bramki |
| ------- | -------------- | ------- | ---------- | ----- | ------ |
| 1948/49 | FC Wien        | Austria | Bundesliga | 17    | 0      |
| 1949/50 | FC Wien        | Austria | Bundesliga | 23    | 4      |
| 1950/51 | FC Wien        | Austria | Bundesliga | 23    | 4      |
| 1951/52 | Austria Wiedeń | Austria | Bundesliga | 13    | 0      |
| 1952/53 | Austria Wiedeń | Austria | Bundesliga | 18    | 1      |
| 1953/54 | Austria Wiedeń | Austria | Bundesliga | 26    | 0      |
| 1954/55 | Austria Wiedeń | Austria | Bundesliga | 25    | 2      |
| 1955/56 | Austria Wiedeń | Austria | Bundesliga | 21    | 2      |
| 1956/57 | Austria Wiedeń | Austria | Bundesliga | 26    | 0      |
| 1957/58 | Austria Wiedeń | Austria | Bundesliga | 19    | 1      |
| 1958/59 | Austria Wiedeń | Austria | Bundesliga | 29    | 5      |
| 1959/60 | Austria Wiedeń | Austria | Bundesliga | 22    | 5      |
| 1960/61 | Austria Wiedeń | Austria | Bundesliga | 32    | 2      |
| 1961/62 | Austria Wiedeń | Austria | Bundesliga | 33    | 2      |
| 1962/63 | Austria Wiedeń | Austria | Bundesliga | 35    | 2      |

## Kariera reprezentacyjna
W reprezentacji Austrii Stotz zadebiutował 19 marca 1950 roku w zremisowanym 3:3 meczu Pucharu im. Dr. Gerö ze Szwajcarią, rozegranym w Wiedniu. W 1954 roku był w kadrze Austrii na mistrzostwa świata 1954, jednak nie rozegrał na nich żadnego meczu. W 1958 roku został powołany do kadry na mistrzostwa świata w Szwecji. Na nich rozegrał jeden mecz, ze Związkiem Radzieckim (0:2). Od 1950 do 1962 roku rozegrał w kadrze narodowej 42 mecze i zdobył w nich 1 bramkę.

## Kariera trenerska
Po zakończeniu kariery piłkarskiej Stotz został trenerem. W latach 1972–1978 z przerwami prowadził Austrię Wiedeń. W sezonie 1975/1976 doprowadził ją do wywalczenia mistrzostwa Austrii, a w sezonie 1976/1977 do zdobycia Pucharu Austrii. W latach 1978–1981 był selekcjonerem reprezentacji Austrii. Prowadził ją w eliminacjach do Euro 80 i do MŚ 1982, do których Austria awansowała.